# Œuvre des cercles catholiques d'ouvriers
Pour les articles homonymes, voir Union des œuvres.
L'Œuvre des cercles catholiques d’ouvriers, appelée aussi les « cercles ouvriers » est une association créée en 1871 par Albert de Mun, l’un des fondateurs de la revue monarchiste légitimiste nommée l’Association catholique  et Maurice Maignen auxquels se joindront René de la Tour du Pin, et Félix de Roquefeuil-Cahuzac. 
Ces intellectuels et militaires souhaitaient rechristianiser le monde ouvrier et contribuer de cette façon à la défense de ses intérêts matériels et moraux, afin d’éviter un nouveau drame comme celui de la Commune de Paris. Sensibles à la "question sociale", ils ont conscience de la gravité des responsabilités de l'élite à laquelle ils appartiennent et veulent "travailler à combler  le ressentiment qui séparait les classes sociales"  depuis le développement de la civilisation industrielle et du libéralisme économique. 
Ils voient dans ces " cercles où des hommes de classes privilégiées rencontreraient des ouvriers chrétiens et noueraient avec eux des amitiés durables ", l'instrument de cette régénération sociale qu'ils espèrent.

## Origine

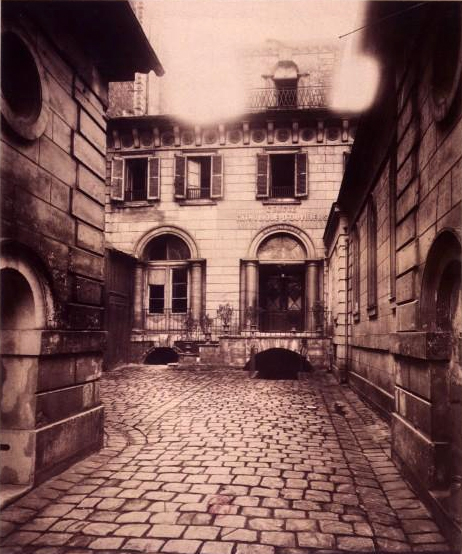
Maison où pris naissance le premier Cercle Catholique ouvrier à Paris en 1865.

En 1865, l'« Association des jeunes ouvriers », fondée dix ans auparavant par Maurice Maignen membre de la Congrégation des frères de Saint-Vincent de Paul, devient le « Cercle des jeunes ouvriers », plus connu sous le nom de Cercle Montparnasse, sis au 126, boulevard du Montparnasse.
Albert de Mun s'inspire directement de Maurice Maignen et de son cercle quand, au lendemain de la répression de la Commune, il se lance dans l'action sociale, persuadé qu'on ne pourrait éviter de tels drames que si la classe dirigeante se dévoue à la classe ouvrière. Maurice Maignen, comme le dit Albert de Mun  dans son livre Ma vocation sociale, "ne demandait plus l'aumône, il enseignait l'amour, et il ordonnait le dévouement". Il décide donc de multiplier l'expérience des cercles et crée le 23 décembre 1871, avec Maurice Maignen et René de la Tour du Pin, l’Œuvre des Cercles catholiques d'ouvriers.
L'exemple du cercle Montparnasse est aussitôt imité : le premier est inauguré le 7 avril 1872 à Belleville, puis c'est à Montmartre qu'un autre cercle semblable s'organise et le mouvement gagne la province. "Un premier cercle est inauguré à Lyon en août 1872, dans le quartier de la révolte des canuts, à la Croix-Rousse, domicilié 1 rue Neyret comprenant quarante ouvriers. L’estrade est occupée par le comité et « plusieurs notabilités du clergé, de la magistrature et de l’armée ». Un second cercle s'ouvre rue Saint-Georges, le 27 octobre suivant, et un troisième rue Duguesclin, le 1er décembre.
Établie à Bordeaux également en 1872, l’Œuvre des cercles catholiques d'ouvriers compte d'abord deux cercles, celui de la paroisse Saint-Seurin, fondé en décembre 1872 (192 membres un an après), et celui de Saint-Nicolas, inauguré le 20 avril 1873, avec 140 membres (94 seulement en décembre 1873). En 1875, un troisième cercle est mis à l'étude, il est inauguré finalement le 26 août 1876, ce fut le cercle des Chartrons .
Le développement est rapide puisqu'en 1878, dix ans à peine après sa création, on compte en France, un total de 375 cercles locaux, regroupant 38 000 ouvriers, et 8 000 notables.

## Objectifs et spécificité de l'Œuvre
L'action sociale du catholicisme français s'était développée dans la première moitié du XIXe siècle avec les Frères des écoles chrétiennes et surtout avec les célèbres Conférences de Saint-Vincent-de-Paul (fondées en 1833 par Frédéric Ozanam). Sous le second Empire, de nombreuses œuvres avait fleuri sous l'impulsion le plus souvent du clergé mais elles prenaient presque exclusivement la forme de patronage s’adressant ainsi avant tout à la jeunesse du monde ouvrier. Elles venaient d'ailleurs de se réunir en Congrès à Nevers le 4 septembre 1871 pour former l'Union des Œuvres sous la direction de Louis-Gaston de Ségur. Cette union regroupait la multitude d’œuvres de patronage en une seule et vaste institution de "compagnonnage chrétien" dont les congrès annuels(à Poitiers en 1872 et 1875 avec le cardinal Pie, à Lyon en 1874 etc.) assuraient le lien.
Albert de Mun, est présent avec Maurice Maignen au congrès de Nevers en 1871; il participera aussi à ceux de Poitiers en 1872 et de Lyon en 1874 avec Léon Harmel. Mais son Œuvre des Cercles Catholiques d'ouvriers à la différence des autres Œuvres existantes au sein de l'Union des Œuvres, s'adresse autant aux adultes qu'aux jeunes ouvriers, leur laisse une autonomie de gestion même si chaque cercle se voit adjoint un comité protecteur recruté dans la classe dirigeante. Autre différence, les associations et Œuvres réunies dans l'Union des Œuvres sont dirigées par des clercs alors que les cercles sont le plus souvent d'initiative laïque  Enfin, au-delà de l'objectif de moralisation et de rechristianisation de la classe ouvrière commun avec les œuvres traditionnelles de patronage, il y a la volonté de former une élite ouvrière catholique en lui donnant des moyens d'instruction et de rechercher des solutions pour une amélioration de la condition ouvrière par des initiatives et institutions économiques.
L'Union des Œuvres et l'Œuvre des Cercles Catholiques d'ouvriers se développent de façon indépendante mais elles sont parfois perçues comme convergentes. On peut donner l'exemple de Benoît Langénieux, vicaire général, qui inaugure le premier cercle catholique à Paris, fondé par Albert de Mun. En 1875, devenu archevêque Langénieux préside le Congrès de l'Union des Œuvres, dirigé par son ami de Ségur. Pour lui, les patronages, les cercles catholiques, continuent l'œuvre de l'école chrétienne. Langénieux inaugure lui-même les cercles de Saint-André et de Saint Maurice à Reims.

## Fonctionnement et activités
La structure est hiérarchisée et reflète bien l'approche paternaliste, voir patronale de l'Œuvre. Il y a au sommet, à Paris, un comité général qui se recrute lui-même  par cooptation et qui est aidé d'un secrétariat général ; au niveau local, les Comités locaux ne comprennent, eux aussi, que des membres de la classe dirigeante ; à la base enfin, les cercles ouvriers à qui est donné le droit d'élire le conseil de leur cercle. Leur participation est limitée : s'ils participent à la gestion du cercle, c'est « sous le contrôle d’un directeur nommé par le comité » ; l'élection du conseil se fait  « sur une liste présentée par le directeur et, approuvée par le comité ». Pour être admis il faut être ouvrier, avoir au moins 16 ans et être présenté par un membre du cercle ou par "toute personne honorable". L'organisation, maintient les ouvriers dans une situation de dépendance par rapport aux membres de l'Œuvre issus de la classe dirigeante. Le rôle joué par les ouvriers semble être celui d’une figuration passive autant que muette.
Ces cercles sont des lieux de rencontre où sont proposées des activités variées de détente, "délassements honnêtes", de pratique religieuse (prières, pèlerinages etc.), de formation et d'instruction (lecture ou conférences). Il s'agit, selon la formule d'Albert de Mun d'offrir aux ouvriers « un abri pour conserver leur foi, leurs mœurs et leur patriotisme…", de préparer une élite ouvrière. L'héritage des patronages est visible, mais ici le public est adulte et les initiatives annexes qui s'y élaborent (syndicats agricoles avec 42 500 adhérents, syndicat mixte du bâtiment, corporation des tailleuses, associations chrétiennes des mères de famille ou syndicats dits de "l'aiguille", etc.) sont significatives d'une volonté de mise en place de structures destinées à aider les classes populaires. On peut signaler aussi que certains cercles possédaient une caisse de famille alimentée par des contributions volontaires des ouvriers ou par une cotisation fixe ou même par une quête à l'issue de la messe du dimanche et destinée à venir en aide aux membres malades ou sans travail.

## Bilan
De toutes les œuvres caritatives catholiques qui se sont alors multipliées, l’œuvre d'Albert de Mun est apparue comme l'une de celles qui eut le plus de retentissement. Certains cercles survécurent jusqu’au début des années 1930 : par exemple, à Lyon, où les assemblées générales de la Saint-Joseph en comptaient  alors vingt-cinq. D'autres voient leur développement se ralentir ou même disparaissent par fusion avec d'autres œuvres : à Bordeaux, les cercles n'auraient attiré que 3290 ouvriers ou artisans en  plus de vingt ans, entre 1872 et 1895, et à cette date ils fusionnent avec d'autres œuvres à l'occasion du Congrès des Œuvres catholiques qui se passe cette année-là à Bordeaux.
Son succès est cependant relatif. Les chiffres représentent peu de chose par rapport à la population ouvrière. Surtout, la formule d'organisation reposant sur une sorte de patronage de la classe dirigeante ne convenait plus à un public chez qui la conscience de classe et la volonté d'émancipation se faisaient déjà fortement sentir. L’association a relativement peu d’influence sur le monde et le mouvement ouvriers.
Des désaccords et divergences vont également apparaître, en particulier sur l'organisation des syndicats opposant les tenants de syndicats mixtes patrons-ouvriers, à ceux qui préconisaient des syndicats séparés.
L’œuvre reflète les hésitations du catholicisme social entre une attitude philanthropique et paternaliste d'assistance et de charité sous le patronage de l'élite, jointe à un désir de moralisation chrétienne et celle visant à permettre aux ouvriers de s'organiser eux-mêmes et de devenir des interlocuteurs du patronat. La vision sous-jacente à l’œuvre des cercles d'ouvriers reste traditionnelle, c'est celle d'une société solidaire fondée sur le corporatisme. Sur le plan politique, les membres dirigeants se rangent parmi le camp contre révolutionnaire et anti-républicain : Albert de Mun est légitimiste jusqu'en 1892, date où il accepte le ralliement à la République parce qu'il est demandé par Léon XIII.
Ces cercles ont néanmoins révélé au public chrétien le problème ouvrier et sa spécificité ; ils ont rappelé que l’Église avait une mission sociale. C'est d'autre part au sein de cette œuvre et toujours sous l'initiative d'Albert de Mun, que nait en 1886 l’Association catholique de la jeunesse française  (ACJF) et la « Corporation des journalistes chrétiens », qui faisait office de Syndicat des journalistes français. Victor de Marolles magistrat puis journaliste au service de La Corporation, journal de l’Œuvre des cercles catholiques d’ouvriers, fut le premier président du Syndicat des journalistes français.
L'Œuvre des Cercles ouvriers donne une nouvelle impulsion au catholicisme social  dont l'influence se fait sentir jusque dans l'encyclique Rerum novarum (1891). Selon René Rémond, elle est représentative de la branche conservatrice, réactionnaire même, de ce courant. Elle s'inspire directement des écrits de Le Play et La Tour du Pin. Leurs "maîtres-mots sont contre-révolution, restauration et tradition", ils dénoncent "l'utopie égalitaire de la démocratie" et, d'après eux, "toute société est naturellement différenciée : aucun ordre social ne peut subsister qui ne repose pas sur la hiérarchie des groupes, la subordination des uns aux autres".